# اتحاد اتسوسو
اتحاد اتسوسو (به ژاپنی: 越相同盟) اتحادی بود که در سال ۱۵۶۹ میلادی بین دایمیوی ولایت ساگامی، هوجو اوجیماسا و دایمیوی ولایت اچیگو، اوئه‌سوگی کنشین، در مقابل دشمن مشترکشان تاکدا شینگن در ژاپن بسته شد. تاکدا شینگن نیز در پاسخ با این اتحاد با ساتومی توشی‌هیرو دایمیوی ولایت آوا  پیمان وحدت بست.
دو سال بعد در سال ۱۵۷۱ و پس از مرگ هوجو اوجی‌یاسو که طراح اصلی این اتحاد بود، هوجو اوجیماسا پسر وی و رهبر خاندان هوجوی اخیر، این اتحاد را فسخ کرد و دور دوم اتحاد کوسو را با خاندان تاکدای ولایت کای، تاکدا شینگن برقرار کرد.